# 普沙托韦
普沙托韦（GS-5806，化学式C24H30ClN7O3S）是一种抗病毒药，被开发用于治疗呼吸道合胞病毒感染。它作为一种融合抑制剂，在II期临床试验中显示出较好的疗效。